# Кристофър Норис
Кристофър Норис (на английски: Christopher Charles Norris, р. 6 ноември 1947) е британски философ и литературовед.

## Биография
Кристофър Норис защитава дисертация по англицистика в Университетски колеж Лондон през 1975 г. В края на 70-те години на ХХ в. е автор на литературна и музикална критика в днес несъществуващото списание Records and Recording. През 1991 г. започва да преподава в департамента по философия на Кардифския университет. През 1997 г. вече е изтъкнат професор в Училището по англицистика, комуникации и философия на същия университет. Гост преподавател е в различни университети, между които Калифорнийския университет в Бъркли, Градския университет на Ню Йорк, Университета на Орхус и Колежа „Дартмут“.
Той е един от водещите представители на деконструкцията, познавач на творчеството на Жак Дерида. Автор е на множество книги в областта на литературната теория, континенталната философия, философията на музиката, философията на езика и философията на науката. Последните му трудове са свързани с творчеството на Ален Бадиу в неговата връзка с традицията на аналитичната философия и с философията на Дерида. Норис е критикуван от философа Роджър Скрътън, че приема тезата на Дерида за логоцентризма „с догматично убеждение, което затръшва вратата пред аргументацията“.